# Lampă fluorescentă

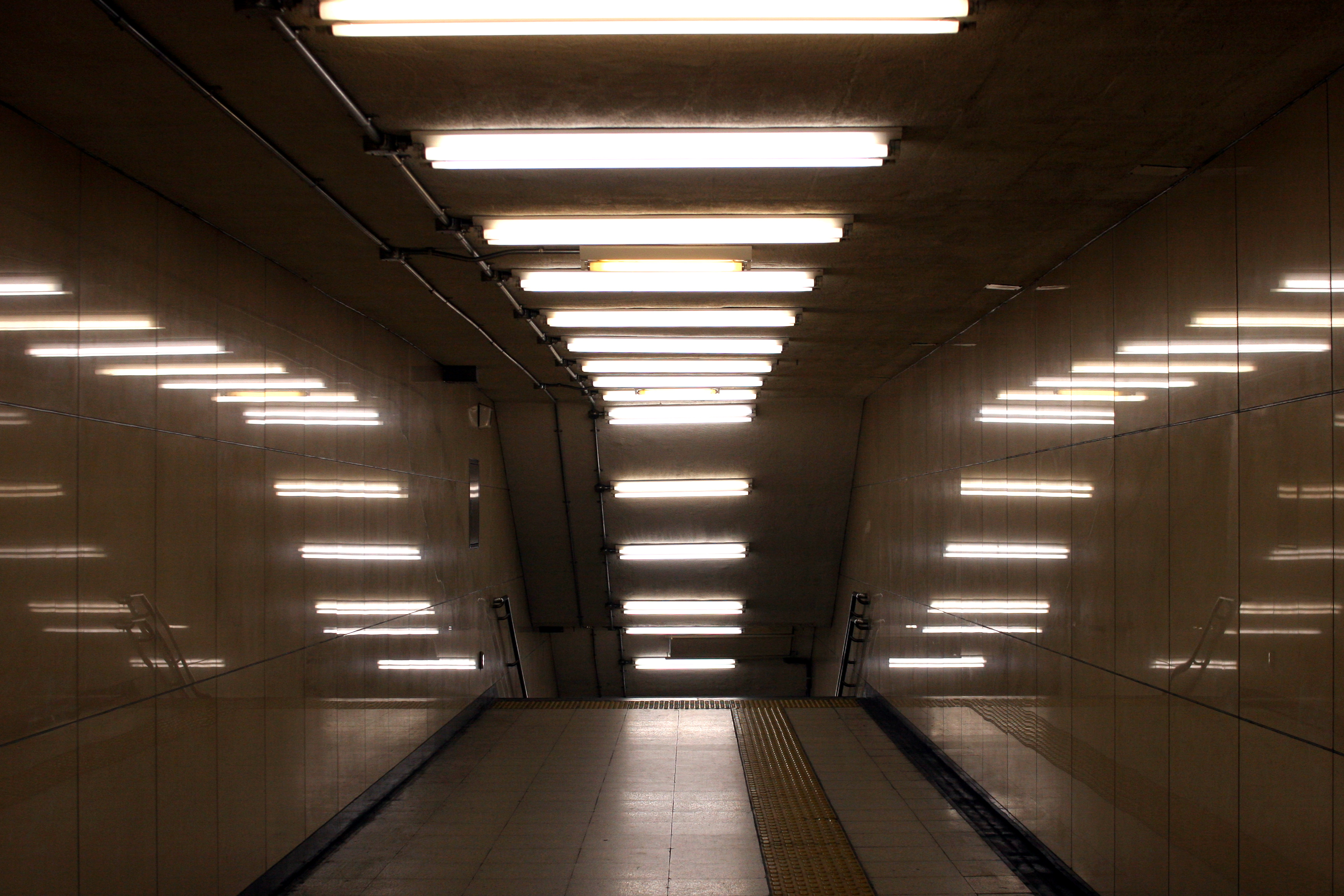
Lămpi fluorescente liniare iluminând un

O lampă fluorescentă este un dispozitiv  de iluminat care utilizează descărcarea de gaze⁠(d) pentru a produce lumină. Principiul de bază al unei lămpi fluorescente este procesul fizic în care atomii de mercur sunt excitati și emit radiații ultraviolete. Aceste radiații ultraviolete interacționează apoi cu un strat de fosfor în interiorul tubului de sticlă al lămpii, generând lumină vizibilă.